# Саргаїнський хребет
Саргаї́нський хребе́т, або Сарга́нський хребе́т — гірський хребет Південного Уралу, приналежний до гірського масиву Крака. Його назва походить від річки Велика Саргая, а тому її граматично правильною формою слід вважати Саргаїнський, однак у літературі переважає інший варіант назви — Сарганський.
Саргаїнський хребет витягнутий у меридіональному напрямку (з півночі на південь) від хребта Ямангир до річки Південний Узян. Його довжина становить близько 11 км, ширина коливається в межах 6—8 км. Абсолютна висота хребта 943—944 м над рівнем моря, найвища точка знаходиться в північній частині хребта. Це гірське пасмо має форму плато, верхня частина якого сягає близько 2,5 км завширшки. На плато вирізняють шість вершин, висота яких лежить у межах 702—943 м. Загалом рельєф Саргаїнського хребта типово низькогірний, він сильно розчленований глибоко врізаними річковими долинами та ярами. Переважно його схили круті, однак північний кінець цього гірського пасма досить похилий і відокремлений від Ямангира лише сідловиною. На півдні від хребта Авдекте його відділяє річка Південний Узян.
Саргаїнський хребет складений гірськими породами кракинського тектонічного поясу. На ньому розташовані витік річки Кага (так званий Данилівський Ключ) та численні притоки Південного Узяну, такі як: Альмухамет, Буралгул, Великий і Малий Анкис, Кулукай, Карамансал, Велика Саргая, Сумгут'єлга, Тункай, Юкали тощо. Ландшафти Саргаїнського хребта змінюються в залежності від висоти над рівнем моря — біля підніжжя гір зростають остепнені соснові та модринові ліси, розріджені березини, вершини зайняті гірськими степами. Під лісами утворилися гірські сірі лісові ґрунти, а степи розвинулись на степових органогенно-щебенистих гірських ґрунтах.
Саргаїнський хребет лежить у межах Бєлорєцького району Башкортостану (Росія). Його терени входять до складу Башкирського заповідника, підлягають суворій охороні, а тому мало змінені господарською діяльністю.